# Браце ди Сопра-Ка' Нова С.Микеле (Верона)
Браце ди Сопра-Ка' Нова С.Микеле је насеље у Италији у округу Верона, региону Венето.
Према процени из 2011. у насељу је живело 70 становника. Насеље се налази на надморској висини од 40 м.